# John McLean
John McLean (11 de marzo de 1785 - 4 de abril de 1861) fue un político y abogado estadounidense que fue Juez Asociado de la Corte Suprema de los Estados Unidos.

## Vida
McLean nació el 11 de marzo de 1785 en el Condado de Morris, en el estado de Nueva Jersey, y era hijo de Fergus McLean y Sophia Blackford. Después de vivir en varias ciudades "fronterizas" (cercanas a lo que entonces era la frontera con el inexplorado oeste) ubicadas en los actuales estados de Virginia Occidental y Kentucky, su familia se estableció en el año 1797 en la ciudad de Ridgeville, Condado de Warren, en el estado de Ohio.
Él estudió derecho y fue admitido a la Barra de Abogados (equivalente estadounidense a un Gremio o Colegio de Abogados) de Ohio en 1807. Ese mismo año fundó un periódico semanal llamado The Western Star en la ciudad de Lebanon (capital del Condado de Warren) donde ejercía como abogado.
Como candidato del Partido Demócrata-Republicano de los Estados Unidos, McLean fue elegido Representante (diputado) por el 1.er distrito congresional del estado de Ohio a la Cámara de Representantes del Congreso de los Estados Unidos para el período que comenzaba el 4 de marzo de 1813. Reelegido para un segundo período que comenzó el 4 de marzo de 1815, McLean renunció a su escaño de congresista para asumir el 17 de febrero de 1816 el cargo de Juez Asociado del Tribunal Supremo de Ohio (el máximo tribunal del Poder Judicial del estado de Ohio).
En diciembre de 1822 McLean dejó el cargo de magistrado del Tribunal Supremo de Ohio luego de que el entonces Presidente de los Estados Unidos James Monroe lo nombró Comisionado de la Oficina General de Tierras (un cargo de jefe de una agencia del Gobierno Federal estadounidense que existía en esa época y que se encargaba de administrar las tierras de propiedad pública). Permaneció en ese cargo hasta 1823.
El 26 de junio de 1823 el presidente Monroe lo nombró director general de Correos de los Estados Unidos (jefe del Servicio Postal de los Estados Unidos); confirmado en el cargo por el sucesor de Monroe, el presidente John Quincy Adams, McLean permaneció en éste cargo hasta el 4 de marzo de 1829.
El rival político y sucesor de Adams, el presidente Andrew Jackson, nominó a McLean para un cargo que estaba vacante de Juez Asociado de la Corte Suprema de los Estados Unidos el 6 de marzo de 1829; de esa manera Jackson recompensaba el apoyo que McLean le había dado desde la Oficina de Correos y después de que McLean hubiera rechazado otras ofertas de Jackson para ser Secretario de la Guerra o Secretario de la Armada de los Estados Unidos.
Ratificado su nombramiento por el Senado de los Estados Unidos al día siguiente, 7 de marzo de 1829, en esa misma fecha tomó posesión del cargo que ejercería hasta su muerte (en Estados Unidos los jueces o magistrados de la Corte Suprema de los Estados Unidos son vitalicios y por eso su mandato solo termina con su muerte, renuncia voluntaria o destitución por juicio político en caso de incurrir en violaciones a la ley).
McLean se caracterizó en su etapa como magistrado por sus cambios de simpatías políticas; sí al ser nombrado Juez Asociado simpatizaba con el Partido Demócrata de los Estados Unidos (el partido fundado por Jackson), posteriormente cambió su simpatía hacia el Partido Nacional-Republicano (el partido de los enemigos de Jackson), para luego ser afín al Partido Antimasónico. Luego se le consideró simpatizante del Partido Whig de los Estados Unidos (sucesor del extinguido Partido Republicano-Nacional), también del Partido del Suelo Libre, y finalmente del Partido Republicano de los Estados Unidos.
El presidente John Tyler le ofreció el cargo de Secretario de la Guerra, pero McLean lo rechazó y continuó en la Corte Suprema.

## Competencia por la Primera Candidatura Presidencial Republicana
En las décadas de los años 1830 y 1840 a menudo se mencionó a McLean como un posible candidato a la presidencia de los Estados Unidos por el Partido Whig, pero esa posibilidad nunca se concretó. 
Sin embargo en 1854 el Partido Whig se desintegró y desapareció, y ese mismo año la mayoría de los militantes whigs del Norte de Estados Unidos en alianza con disidentes norteños antiesclavistas del Partido Demócrata, gentes de otros partidos como el Partido del Suelo Libre e independientes fundaron el nuevo Partido Republicano. El partido era una plataforma de la mayoría de los sectores políticos y sociales que se oponían a la esclavitud de los negros afroamericanos en el Sur de los Estados Unidos.
En el año 1856 el Partido Republicano participaba por primera vez en unas elecciones presidenciales y para escoger a sus candidatos a presidente y vicepresidente y decidir la Plataforma Electoral se reunió en la ciudad de Filadelfia la primera Convención Nacional del Partido Republicano entre el 17 de junio y el 19 de junio de ese año de 1856.
Debido a sus conocidas posiciones en contra de la extensión de la esclavitud a otros territorios incorporados a Estados Unidos, John McLean fue nominado como aspirante a la candidatura presidencial en la Convención Nacional Republicana. El principal rival de McLean en la elección interna partidista republicana era John C. Frémont, un popular exsenador por California al Senado de los Estados Unidos y exmilitar, héroe de la Intervención estadounidense en México (en la que tuvo una participación decisiva en la conquista de California por los estadounidenses) y además un explorador y aventurero del Salvaje Oeste.
En una primera votación informal de la Convención para medir el apoyo a los precandidatos, Frémont obtuvo los votos de 359 delegados de la Convención, mientras que McLean obtuvo los sufragios de 190 delegados; otro precandidato, Charles Sumner, obtuvo 2 votos, y otros dos aspirantes obtuvieron uno cada uno. Y hubo 14 delegados que se abstuvieron.
En la votación formal que se celebró después, Frémont obtuvo los votos de 520 delegados y McLean obtuvo 37 votos, mientras que 9 delegados se abstuvieron. De esa manera McLean perdía la oportunidad de convertirse en el primer candidato presidencial del Partido Republicano. Frémont terminaría perdiendo las elecciones presidenciales del 4 de noviembre de 1856 ante el candidato presidencial del Partido Demócrata, James Buchanan.

## Nominación Fallida a la Segunda Candidatura Presidencial Republicana
En 1860 John McLean fue nominado nuevamente a la candidatura presidencial republicana en la Convención Nacional Republicana que se celebró en Chicago del 16 de mayo al 18 de mayo de ese año.
Sin embargo, en esa ocasión su precandidatura tuvo mucho menos apoyo que la vez anterior. En la primera votación McLean obtuvo los votos de solo 12 delegados y quedó por detrás de otros seis precandidatos. En la segunda votación obtuvo 8 votos y estuvo por detrás de cinco aspirantes. Finalmente en la tercera votación obtuvo los sufragios de solo 5 delegados, quedando por detrás de cuatro aspirantes. Al final el ganador de la candidatura fue Abraham Lincoln, que se convertiría en el primer presidente republicano de la historia de Estados Unidos.

## Legado en la Corte Suprema. El Caso Scott

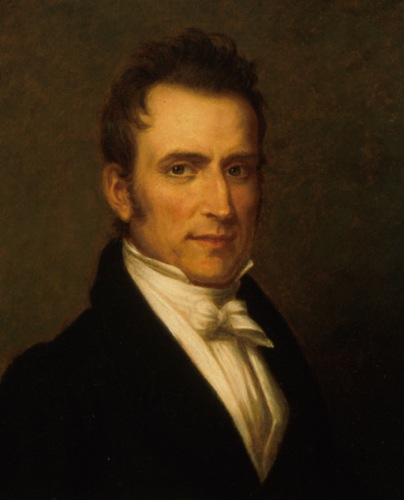
Retrato de John McLean

En su larga etapa como magistrado de la Corte Suprema, John McLean tuvo tiempo de dejar un importante legado en las decisiones judiciales del alto tribunal; pero donde se hizo más famoso ese legado fue en su posición frente a la esclavitud.
McLean adoptó posiciones en contra de la extensión de la esclavitud y eso se reflejó en su trabajo de magistrado; él tuvo la oportunidad de participar en la controversial decisión del Caso Dred Scott contra Sandford que marcó un hito en la historia judicial de los Estados Unidos.
La polémica sentencia de la Corte Suprema de los Estados Unidos en este caso en que un antiguo esclavo negro (Dred Scott) demandaba su libertad por haber sido llevado durante un tiempo a un territorio donde estaba prohibida la esclavitud, tiene tal importancia que muchos la consideran la mecha que encendió la futura Guerra Civil en el país (la sentencia fue dada a conocer el 6 de marzo de 1857, cuatro años antes del estallido de la guerra y dos días después de la toma de posesión de James Buchanan como presidente, paradójicamente el candidato demócrata contra el que se hubiera enfrentado McLean sí hubiera ganado la nominación republicana).
La sentencia redactada por el entonces presidente de la Corte Suprema de los Estados Unidos, Roger B. Taney, era extremadamente favorable a los intereses de los esclavistas y por eso indignó a los abolicionistas o antiesclavistas. La sentencia declaraba que las personas de ascendencia africana jamás podrían ser consideradas ciudadanos de los Estados Unidos ya que pertenecían a una raza inferior que nunca podría relacionarse socialmente con las personas de raza blanca. Además negaba el poder del Congreso de los Estados Unidos para prohibir la esclavitud en los territorios incorporados y dictaminaba que los blancos no podían ser privados de la propiedad de sus esclavos sino por un proceso legal, como pasaba con cualquier bien mueble. Al permitir entonces que un propietario de esclavos pudiera conservar la propiedad sobre ellos aunque los llevara a estados o territorios "libres" (aquellos donde la esclavitud estaba prohibida por ley) la sentencia legalizaba en la práctica la esclavitud en todo el país, algo inaceptable para la opinión pública norteña.
La sentencia fue adoptada por el voto favorable de 7 magistrados contra el voto en contra de 2 magistrados; McLean fue uno de los jueces que se opusieron a la decisión y salvaron su voto.
En los argumentos de sus votos salvados McLean y el otro juez disidente criticaron a la Corte por socavar sin razón el Compromiso de Misuri, y pusieron en duda la supuesta inconstitucionalidad de la competencia del Congreso para prohibir la esclavitud en los territorios, recordando (entre otras razones) que el Congreso de la Confederación (órgano legislativo y de gobierno de la confederación de los Estados Unidos en la etapa previa a la Constitución estadounidense) había aprobado la Ordenanza Noroeste, una ley que organizaba el Territorio del Noroeste y que había prohibido la esclavitud en dicho territorio. Además negaban que los negros no pudieran ser ciudadanos, aduciendo como precedente legal que para el momento de la ratificación de la Constitución de los Estados Unidos los hombres negros podían votar en cinco de los trece estados originales, y esto hizo de ellos ciudadanos no solo de sus respectivos estados sino también de los Estados Unidos.
Se considera que las fuertes opiniones discrepantes de McLean durante las deliberaciones de la Corte en el caso empujaron a Taney a adoptar una sentencia más dura y polarizante que la que hubiera propuesto originalmente. Ante el argumento de Taney de que "un ciudadano de color no sería un miembro aceptable de la sociedad", McLean le replicó: "Esto es más una cuestión de gusto que de ley".

## Lazos Familiares y Muerte
Un hijo de McLean, Nathaniel McLean, fue un general del Ejército de la Unión durante la Guerra de Secesión; y una hija de McLean, Evelyn McLean, se casó con Joseph Pannell Taylor, otro general del Ejército de la Unión y además hermano de un presidente de los Estados Unidos, Zachary Taylor. Y un hermano de McLean, Finis McLean, fue congresista de la Cámara de Representantes del Congreso de los Estados Unidos por un distrito de Kentucky.
Durante la Guerra de Secesión un cuartel del Ejército de la Unión en Cincinnati fue llamado Campo John McLean en su honor.
John McLean murió el 4 de abril de 1861 en Cincinnati, Ohio; y está enterrado en el Cementerio Spring Grove de esa ciudad (que es un Hito Histórico Nacional).